# 島原総合運動公園
島原総合運動公園（しまばらそうごううんどうこうえん）は、日本の長崎県島原市にあるスポーツ施設を有する都市公園である。
施設は島原市が所有し、2020年（令和2年）5月現在、一般財団法人島原市教育文化振興事業団が指定管理者として運営管理を行っている。

## 概要

### 歴史
- 1998年（平成10年）から九州学生駅伝対校選手権大会の発着点として陸上競技場が使われるようになった。
- 2013年（平成25年）陸上競技場をレヂンエースMRで改修し第2種公認を更新。
- 2019年（令和元年）テニスコート（オムニコート）を全面張替え。

## 施設
- 陸上競技場
  - 日本陸上競技連盟第2種公認
  - トラック：400ｍ×8レーン
  - 収容人員：
  - フィールド：天然芝
- 野球場
  - 詳細は島原市営球場を参照
  - 両翼：90ｍ、中堅120ｍ
  - 内野：土、外野：天然芝
  - 収容人員：10,000人
- テニスコート
  - オムニコート（6面）
- 多目的広場
- 多目的芝生広場
- 眉山治山祈念公苑
- 児童コーナー（通称：ロケット公園）
- 駐車場 380台（無料）

## 交通アクセス
- 鉄道
  - 島原鉄道「島原船津駅」から徒歩25分
  - 島原鉄道「島原港駅」から徒歩20分
- バス
  - 島鉄バス「総合運動公園下」から徒歩5分
  - 島鉄バス「第二中学校前」から徒歩10分